# Francisco Cafferata

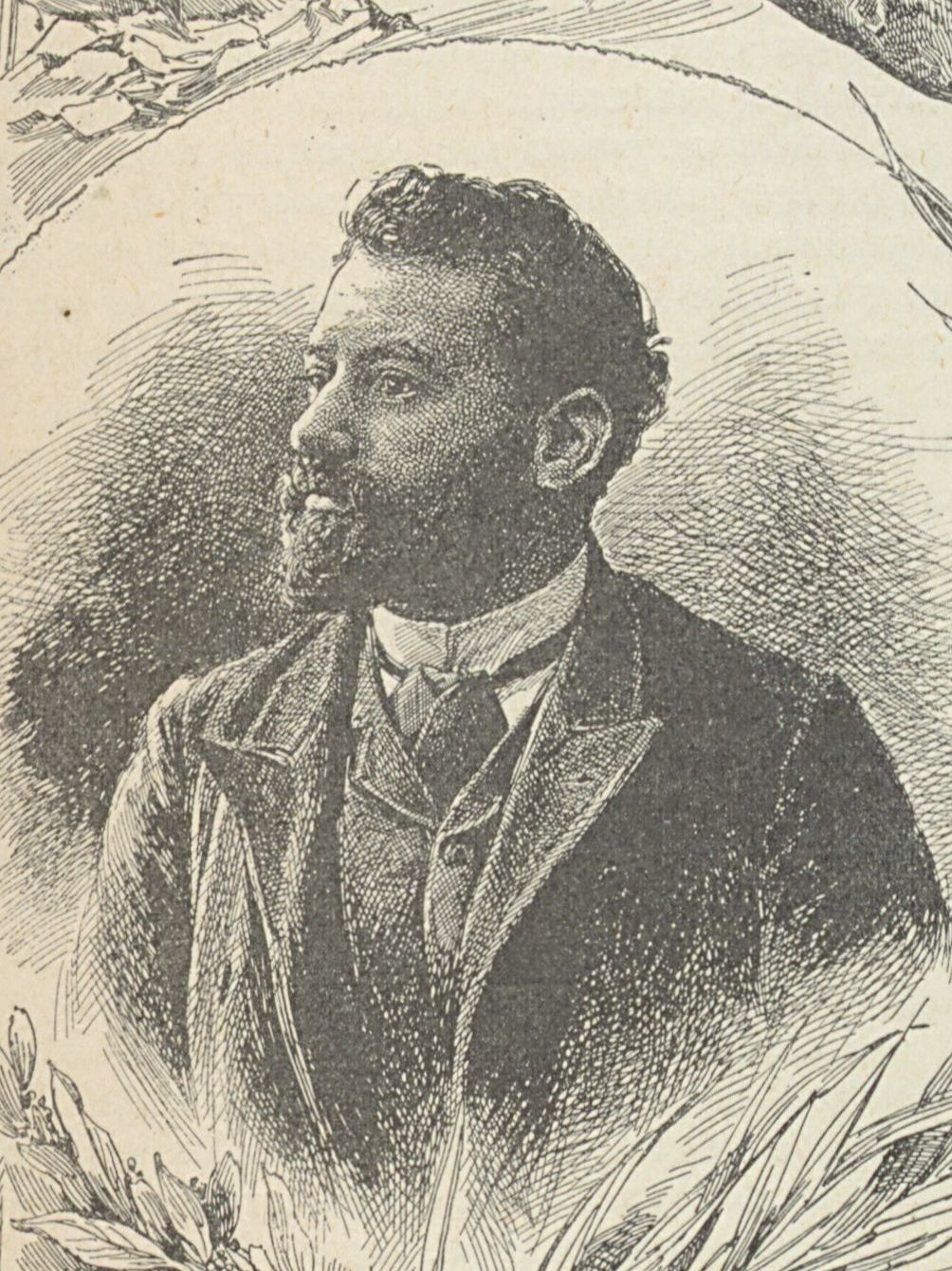
Retrato de Cafferata en la revista española La Ilustración Artística

Francisco Cafferata (Buenos Aires, 28 de febrero de 1861 – 28 de noviembre de 1890), es considerado el primer escultor argentino y autor de varias obras destacadas.

## Biografía

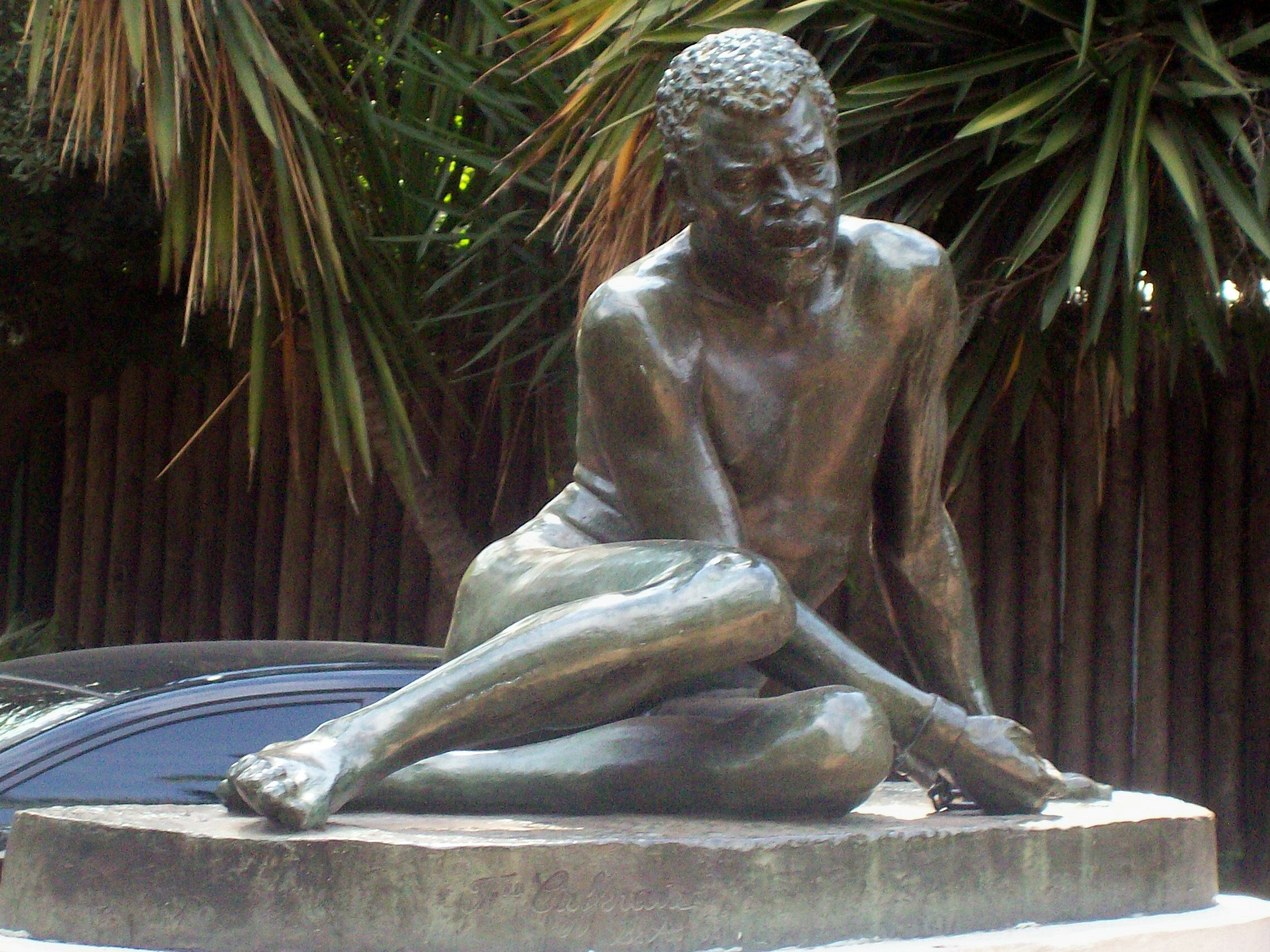
La Esclavitud, de Francisco Cafferata.

Nació en Buenos Aires el 28 de febrero de 1861, en el barrio de La Boca y era hijo de inmigrantes italianos.
Su primer maestro de dibujo fue Julio Laguens. En 1877 viajó a Europa y se instaló ocho años en Florencia formándose junto a los escultores Augusto Passaglia y Urbano Lucchesi. Expuso en el salón de Adriano Rossi su retrato del general Manuel Belgrano (1882), que obsequió al presidente Julio Argentino Roca, y realizó su escultura La Esclavitud (también conocida como El Esclavo), que actualmente se encuentra en los bosques de Palermo. Esta obra fue exhibida y premiada con medalla de oro en la Exposición Continental de 1882 en Buenos Aires. Al volver a Buenos Aires en 1885 trajo fundido su Monumento al Almirante Guillermo Brown, que fue inaugurado el 2 de febrero de 1886 en la localidad de Adrogué, y es considerada la primera escultura pública realizada por un escultor argentino. También realizó otros retratos conmemorativos, como los bustos de Bartolomé Mitre, Mariano Moreno y Bernardino Rivadavia (este se fundió tanto para la provincia de Salta como para la de Tucumán), el poeta José de Espronceda y el pintor José Bouchet.
En 1887 Cafferata contribuyó con tres obras a la exposición organizada por las Damas de Misericordia en la Bolsa de Comercio.

## Muerte y legado
El 28 de noviembre de 1890 se suicidó. Su obra Falucho (que había ganado en un concurso) quedó inconclusa, siendo terminada, con varias modificaciones, por su condiscípulo Lucio Correa Morales.
Los miembros del Ateneo le otorgaron una medalla póstuma en 1894.
En el Museo Nacional de Bellas Artes de la Argentina hay un retrato de él realizado por Augusto Ballerini, y también se encuentran sus obras La niñez de Giotto y Cabeza de esclavo.
Además de las nombradas, se destacó entre sus obras Cabeza de mulato, bronce del Museo Castagnino de Rosario.
Otras obras suyas integran el patrimonio de los museos Histórico Nacional, del Museo Nacional de Bellas Artes, de Museo de Bellas Artes de La Boca Benito Quinquela Martín y Provincial de Bellas Artes de Mendoza.

## Obras
- La esclavitud
- Estatuas de
  - Almirante Guillermo Brown (1886), bronce, Plaza Almirante Brown, Adrogué. Provincia de Buenos Aires.
  - Bernardino Rivadavia
  - Mariano Moreno
  - Juan Lavalle

- Bustos:
  - Domingo Faustino Sarmiento
  - Bartolomé Mitre
  - La mulata
  - El mulato
  - José Espronceda
  - José Bouchet
- La niñez de Giotto
- Cabeza de esclavo

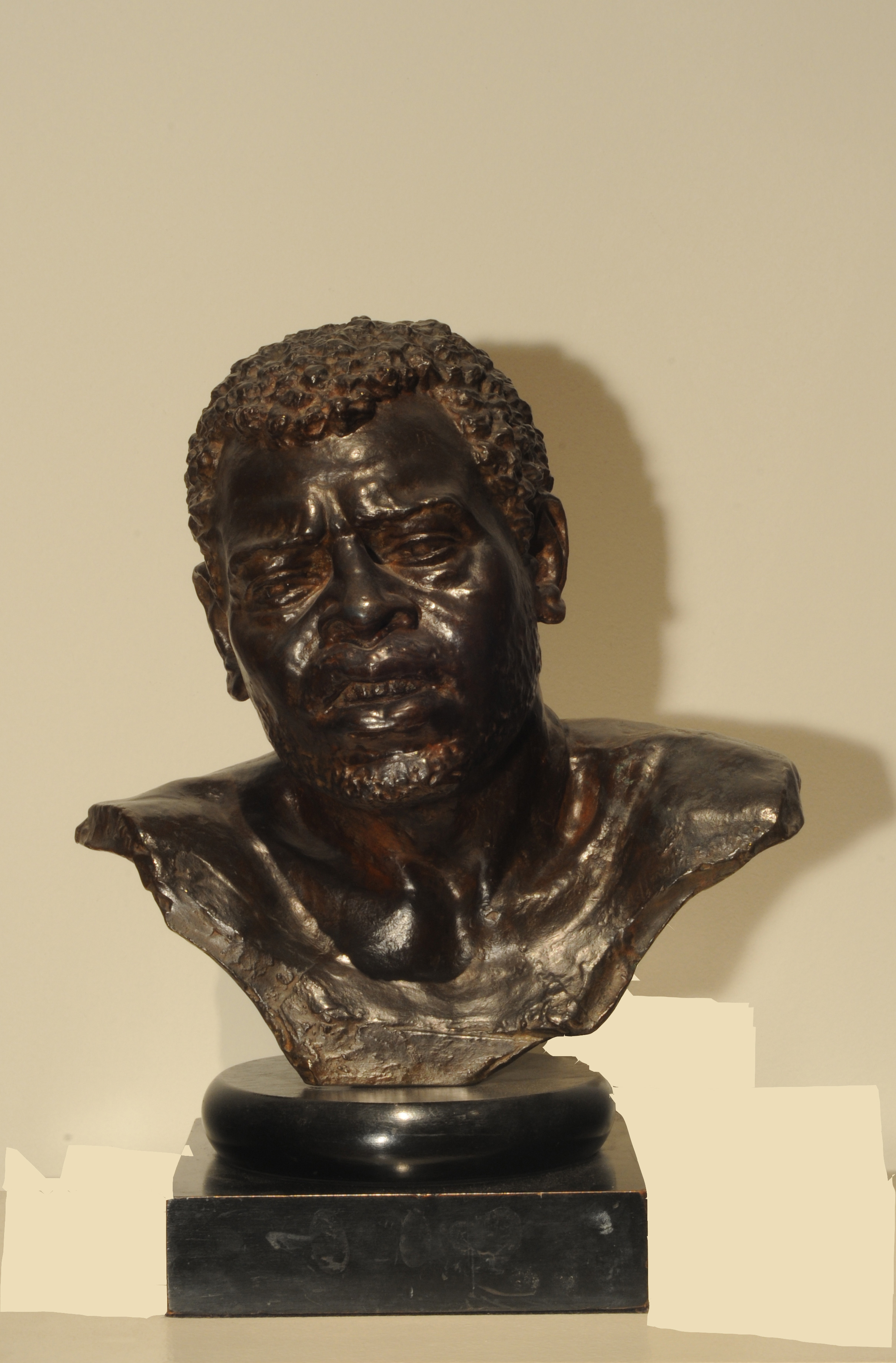
Busto de esclavo - Francisco Cafferata

- Monumento a José Eusebio Colombres
- Cabeza de la República Argentina
- El soldado argentino
- Figuras funerarias:
  - Meditación
  - El dolor
- Falucho (Proyecto de Cafferata). Finalmente la obra la realizó Correa Morales sobre bocetos propios.